# Schweizer Fussballmeisterschaft 1914/15
Die achtzehnte Schweizer Fussballmeisterschaft fand 1914/1915 statt. Der SC Brühl St. Gallen wurde 1915 bei seiner ersten Finalteilnahme gleich auch das erste und bisher einzige Mal Schweizer Meister.

## Modus
In der Meisterschaft 1914/15 wurde wegen des Ersten Weltkrieges nur ein reduzierter Spielbetrieb aufgenommen. Die Relegation zwischen Serie A und B wurde ausgesetzt.
Die höchste Spielklasse, die Serie A, wurde in vier regionale Gruppen eingeteilt. Ein Sieg brachte 2 Punkte, ein Remis 1 Punkt ein. Die Sieger der drei Gruppen traten in Finalspielen um die Meisterschaft gegeneinander an.

## Serie A Ost
| Pl. | Verein                  | Sp. | S | U | N | Tore    | Diff. | Punkte |
| --- | ----------------------- | --- | - | - | - | ------- | ----- | ------ |
| 1.  | Brühl St. Gallen        | 6   | 4 | 1 | 1 | 011:400 | +7    | 09     |
| 2.  | FC St. Gallen           | 6   | 4 | 1 | 1 | 025:200 | +23   | 09     |
| 3.  | FC Winterthur           | 6   | 3 | 0 | 3 | 016:100 | +6    | 06     |
| 4.  | Grasshopper Club Zürich | 6   | 0 | 0 | 6 | 007:430 | −36   | 0      |

### Entscheidungsspiel
|                  | Ergebnis |               |
| ---------------- | -------- | ------------- |
| Brühl St. Gallen | 2:1      | FC St. Gallen |

## Serie A Zentral I
| Pl. | Verein             | Sp. | S | U | N | Tore    | Diff. | Punkte |
| --- | ------------------ | --- | - | - | - | ------- | ----- | ------ |
| 1.  | FC Aarau           | 6   | 5 | 0 | 1 | 018:700 | +11   | 10     |
| 2.  | Old Boys Basel     | 6   | 4 | 0 | 2 | 015:160 | −1    | 08     |
| 3.  | FC Basel           | 6   | 2 | 1 | 3 | 015:140 | +1    | 05     |
| 4.  | FC Nordstern Basel | 6   | 0 | 1 | 5 | 008:190 | −11   | 01     |

## Serie A Zentral II
| Pl. | Verein                   | Sp. | S | U | N | Tore    | Diff. | Punkte |
| --- | ------------------------ | --- | - | - | - | ------- | ----- | ------ |
| 1.  | Young Boys Bern          | 6   | 5 | 1 | 0 | 020:300 | +17   | 11     |
| 2.  | Étoile La Chaux-de-Fonds | 6   | 3 | 1 | 2 | 018:900 | +9    | 07     |
| 3.  | FC Bern                  | 6   | 2 | 2 | 2 | 011:100 | +1    | 06     |
| 4.  | FC Biel-Bienne           | 6   | 0 | 0 | 6 | 005:320 | −27   | 0      |

## Serie A West
| Pl. | Verein             | Sp. | S | U | N | Tore    | Diff. | Punkte |
| --- | ------------------ | --- | - | - | - | ------- | ----- | ------ |
| 1.  | Servette Genf      | 6   | 5 | 0 | 1 | 029:100 | +19   | 10     |
| 2.  | Montriond Lausanne | 6   | 4 | 0 | 2 | 023:110 | +12   | 08     |
| 3.  | Cantonal Neuchâtel | 6   | 2 | 0 | 4 | 016:230 | −7    | 04     |
| 4.  | Concordia Yverdon  | 6   | 1 | 0 | 5 | 011:350 | −24   | 02     |

## Finalspiele

### Halbfinal
| Datum      |               | Ergebnis |                  | Ort      |
| ---------- | ------------- | -------- | ---------------- | -------- |
| 02.05.1915 | Servette Genf | 3:2      | Young Boys Bern  | Lausanne |
| 09.05.1915 | FC Aarau      | 1 3:2 1  | Brühl St. Gallen | Zürich   |

#### Wiederholungsspiel
| Datum      |          | Ergebnis |                  | Ort    |
| ---------- | -------- | -------- | ---------------- | ------ |
| 30.05.1915 | FC Aarau | 1:8      | Brühl St. Gallen | Zürich |

### Final
| Datum      |                  | Ergebnis |               | Ort  |
| ---------- | ---------------- | -------- | ------------- | ---- |
| 06.06.1915 | Brühl St. Gallen | 3:0      | Servette Genf | Bern |

Schweizer Meister 1915: SC Brühl St. Gallen